# Homoplectra shasta
Homoplectra shasta är en nattsländeart som beskrevs av Donald G. Denning 1949. Homoplectra shasta ingår i släktet Homoplectra och familjen ryssjenattsländor. Inga underarter finns listade i Catalogue of Life.